# اوحدالدین کرمانی
اوحدالدین حامد بن ابی الفخر معروف به اوحد کرمانی (زادهٔ ۵۶۱ در بردسیر – درگذشتهٔ ۳ شعبان ۶۳۵ در بغداد) از صوفیان و رباعی‌گویان مشهور ایران در سده‌های ششم و هفتم هجری است.

## زندگی
او در سال ۵۶۱ قمری در شهر بردسیر از توابع کرمان زاده شد. در جوانی به بغداد رفت و در آنجا تحصیل کرد و سپس به حلقه مریدان شیخ شمس‌الدین سجاسی (زنده در ۶۰۶ ق) پیوست و از او خرقه گرفت. سجاسی مراد و استاد شمس تبریزی نیز بود. اوحد از بغداد به ترکیه رفت و در آنجا مریدان بسیار یافت. وی سفرهای بی‌شمار کرد و با عرفای زیادی صحبت داشت. در سال ۶۳۲ ق به بغداد بازگشت و در آن هنگام شیخ شهاب‌الدین سهروردی که شیخ الشیوخ بغداد بود، درگذشت و اوحدالدین بر جنازه او نماز گزارد. خلیفه عباسی المستنصر او را به مقام شیخ الشیوخی گماشت و به رباط مرزبانیه روانه ساخت. اوحدالدین کرمانی روز دوشنبه سوم شعبان ۶۳۵ ق درگذشت و او را در محله شونیزیه بغداد به خاک سپردند.

## شعر
اوحدالدین کرمانی یکی از شاعران رباعی گوی ایرانی است که تعدادی از رباعیات او، در زمره زیباترین رباعیات فارسی جای دارد. این رباعیات را مریدان شیخ می‌نوشته‌اند و در حال حاضر، چند مجموعه مستقل از رباعیات او که توسط مریدان شیخ فراهم آمده موجود است. سنت شفاهی در نقل اشعار صوفیان، باعث شده که تعدادی از این رباعیات، با رباعیات دیگر شاعران از جمله خیام، مولوی، باباافضل کاشی، عطار و دیگران در هم بیامیزد و اصطلاحاً جزو رباعیات سرگردان قرار گیرد. رباعیات اوحدالدین کرمانی در ایران و ترکیه چندین بار به چاپ رسیده و یکی از استادان دانشگاه استانبول به نام محمّد کانار آن‌ها را به زبان ترکی نیز ترجمه کرده‌است.

## اوحدیه
میکاییل بایرام دیگر استاد دانشگاه استانبول، در مورد احوال و آثار اوحدالدین و شاگردان و مریدان او و بینش و سلوک عرفانی او چندین پژوهش انجام داده‌است که دو فقره آن به زبان فارسی ترجمه شده‌است: اوحدالدین کرمانی و حرکت اوحدیه / جنبش زنان آناتولی.
وی معتقد است که شیوه رفتار اوحدالدین، تأثبر زیادی در جذب ترکمن‌های آناتولی و طبقات فرودست جامعه به عرفان او داشته که بایرام از آن با عنوان حرکت اوحدیه یاد می‌کند.
بایرام سعی زیادی دارد که اوحدالدین را نیز همچون مولوی یک شخصیت فرهنگی ترک به‌شمار آورد و حتی او و مریدانش را در مقابل مولوی و مریدانش قرار داده و گفته‌است که جدال دایمی میان آن‌ها وجود داشته که گاه به زد و خورد و قتل و کشتار نیز می‌انجامیده‌است.
همان‌طور که گفته شد، اوحد کرمانی در حلقه مریدان سجاسی قرار داشت. شمس تبریزی عارف بنام ایرانی نیز از شاگردان سجاسی بود. اما این دو شاگرد حلقه سجاسی، از لحاظ فکری تفاوت‌های زیادی با هم داشتند. در منابع عرفانی، گوشه‌هایی از این اختلاف نظرها نقل شده‌است. مطابق روایت افلاکی، شمس تبریزی وقتی در بغداد نزد شیخ اوحدالدین کرمانی رسید، پرسید که در چیستی؟ گفت: ماه را در تشت آب می‌بینم. فرمود که اگر در گردن دمل نداری، چرا بر آسمانش نمی‌بینی؟ این اعتراض اشاره به شیوه جمال پرستی اوحدالدین دارد که از مهم‌ترین و بحث انگیزترین مسائل طریقه اوست. احمد غزالی و عین القضات همدانی هم بر این عقیده بودند. این طایفه، زیبایی پرستی را موجب تلطیف روح و احساس و تهذیب اخلاق، و صورت زیبا را محل تجلی حق و ظهور معنی می‌دانستند. این نوع نگرش باعث شد که وی به تهمت شاهد بازی و اباحی‌گری گرفتار آید. چنان‌که سهروردی یک‌جا او را بدعت‌گذار خواند و مولوی نیز طعن تلخی در کار این شیخ کند.

## آثار
مناقب اوحدالدین کرمانی کتابی است که توسط یکی از مریدان شیخ در قرن هفتم ق نگاشته شده‌است و به ذکر احوال او اختصاص دارد. این کتاب را بدیع الزمان فروزانفر تصحیح کرده و در سال ۱۳۴۷ منتشر شده‌است.
از اوحد کرمانی حدود ۲۴۰۰ رباعی به جا مانده که چندین نوبت به چاپ رسیده‌است:
- دیوان رباعیات اوحدالدین کرمانی. به تصحیح احمد ابومحبوب، تهران، ۱۳۶۶
- رباعیات اوحدالدین کرمانی. محمد کانار، استانبول، ۱۹۹۹
- شاهد دل: رباعیات اوحدالدین کرمانی. به تصحیح و ترجمه انگلیسی برند مانوئل ویشر، تهران، ۱۳۵۷.

در پاره‌ای از منابع، مثنوی مصباح الارواح را به اوحدالدین منسوب ساخته‌اند که بدیع الزمان فروزانفر با دلایل متقن، ابطال این انتساب را باز نموده‌است. این مثنوی، از شاعری است به نام شمس‌الدین محمد بردسیری که هم‌دوره و هم‌شهری اوحدالدین بوده‌است.

## چند رباعی
| زان می‌نگرم بچشم سر در صورت      |  | کز عالم معنی است اثر در صورت |
| این عالم صورت است و ما در صوریم |  | معنی نتوان دید مگر در صورت   |

| خواهی که خدا آنچه نکو با تو کند |  | ارواح ملایک همه رو با تو کند   |
| یا هرچه رضای او در آن است بکن   |  | یا راضی شو بدانچه او با تو کند |

| سودای ترا بهانه‌ای بس باشد       |  | مدهوش ترا ترانه‌ای بس باشد  |
| در کشتن ما چه می‌بری دست به تیغ؟ |  | ما را سر تازیانه‌ای بس باشد |

| جز حق حَکَمی که حُکم را شاید نیست |  | هستی که ز حکم او برون آید نیست |
| هرچیز که هست، آن چنان می‌باید   |  | هر چیز که آنچنان نمی‌باید نیست  |

| خوی خوش تو چشم و چراغ تو بس است     |  | تسلیم و رضا، بهار و باغ تو بس است |
| ور زآنکه نعوذ بالله این وصف تو نیست |  | محرومی ازین صفات، داغ تو بس است   |

| هر خسته که در مصطبه مسکن دارد   |  | او نیز چو من سوخته خرمن دارد   |
| هرجا که سیه گلیم و آوره دلی است |  | شاگرد من است و خرقه از من دارد |

| دی دُرد کش دُرد کشان من بودم     |  | در مجلس‌شان بدین نشان من بودم |
| گفتم بد و نیک‌شان ببینم چون است |  | چون نیک بدیدم بدشان من بودم  |

| سهل است مرا بر سر خنجر بودن |  | در پای مراد دوست بی سر بودن   |
| تو آمده‌ای که کافری را بکُشی  |  | غازی چو تویی، رواست کافر بودن |

| آن یار که در سینه جنون دارم ازو |  | در هر مژه صد قطره خون دارم ازو |
| کُنجی و دمی و محرمی می‌طلبم       |  | تا شرح دهم که حال چون دارم ازو |

| ماییم در هیچ صوابی نزده        |  | با تو نفسی به هیچ بابی نزده |
| افسوس که در خاک شوم باد به دست |  | بر آتش سودای تو آبی نزده    |

| بی کفر به پایگاه ایمان نرسی      |  | بی جان دادن، به وصل جانان نرسی |
| بس نادره رسمی است که در عالم عشق |  | چون درد رها کنی، به درمان نرسی |